# Пералес-дель-Альфамбра
Пералес-дель-Альфамбра (ісп. Perales del Alfambra) — муніципалітет в Іспанії, у складі автономної спільноти Арагон, у провінції Теруель. Населення — 279 осіб (2010).
Муніципалітет розташований на відстані близько 230 км на схід від Мадрида, 33 км на північ від міста Теруель.
На території муніципалітету розташовані такі населені пункти: (дані про населення за 2010 рік)
- Пералес-дель-Альфамбра: 235 осіб
- Вільяльба-Альта: 44 особи

## Демографія
Динаміка населення (INE ):